# Alexander Scriabin
Alexander Nikolayevich Scriabin (em russo: Александр Николаевич Скрябин, Moscou, 6 de janeiro de 1872 [O.S. 25 de dezembro de 1871] – Moscou, 27 de abril [O.S. 14 de abril] de 1915) foi um compositor e pianista russo que iniciou com um estilo de composição tonal semelhante à linguagem harmônica de F. Chopin e desenvolveu, de forma independente à Segunda Escola de Viena mas através de suas crenças espirituais, uma linguagem musical altamente atonal que pode atualmente ser comparada com composições dodecafônicas e serialistas. Ele hoje é considerado uma das figuras mais importantes da escola russa de composição do inicio do período moderno, tendo influenciado outros compositores como Sergei Prokofiev e Igor Stravinsky. A Grande Enciclopédia Soviética diz de Scriabin: "Nenhum compositor foi mais desprezado e ao mesmo tempo mais agraciado por amor...".

## Vida e obra

### Criação e formação[1]

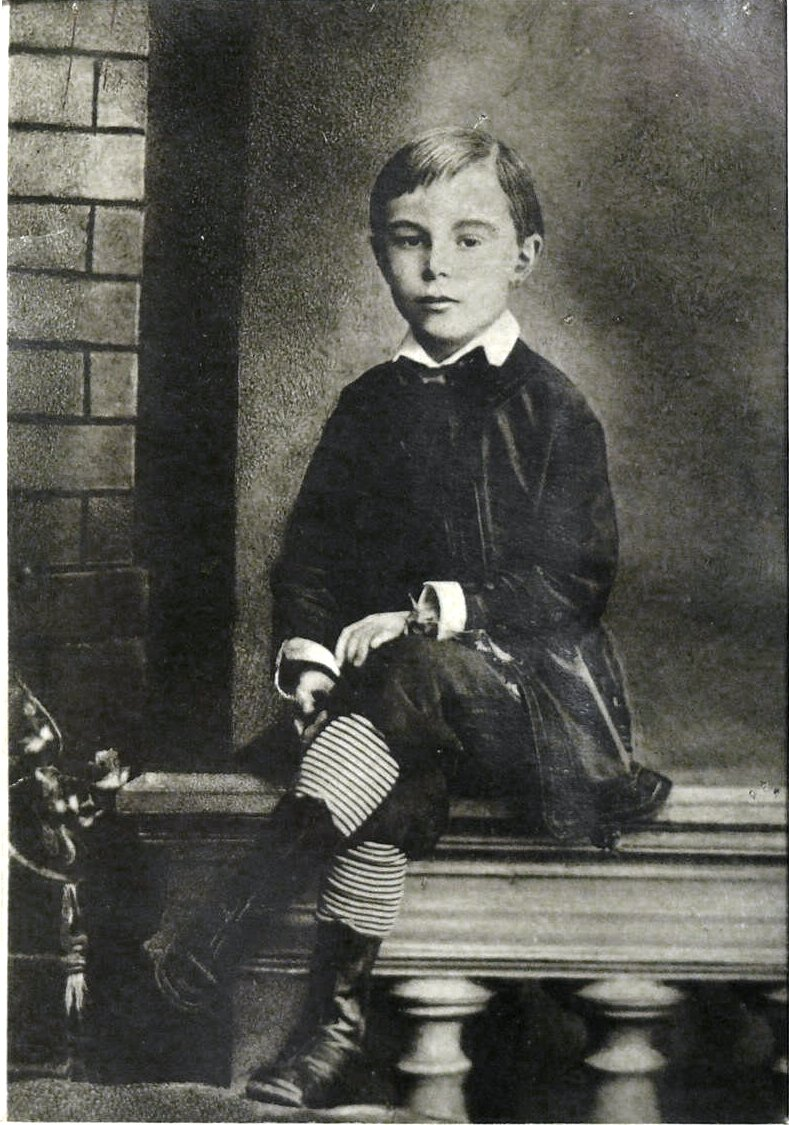
Alexander quando criança

No dia 25 de dezembro de 1871 (seguindo o calendário juliano; 6 de janeiro de 1872 no calendário gregoriano) nasce Alexander Scriabin em uma família aristocrática em Moscou. Sua família em geral se relacionava muito com o ambiente militar pois seu pai e todos os irmãos da família do pai tiveram carreiras no militar. Sua mãe, aluna do famoso pianista pedagogo Theodor Leschetizky, era pianista concertista e morreu quando Alexander tinha apenas 1 ano de idade. Após a morte da mãe, o pai de Alexander se mudou para Turquia ao se tornar um diplomata, deixando o pequeno Alexander sobre os cuidados da família da avó. Lyubov, a tia dele, era pianista amadora e frequentemente tocava quando ele lhe pedia.
Iniciou seus estudos no piano com o Professor Nikolai Zverev, que também dava aula para Sergei Rachmaninoff e outros prodígios na mesma época, e mas tarde estudara no Conservatório de Moscou com professores notáveis. Ele obteve reconhecimento pelo seu pianíssimo apesar de ter mão pequenas para um pianista de profissão e pode ter gravemente ferido sua mão direita ao estudar peças do mais alto nível de exigência técnica, Réminiscences de Don Juan, de Franz Liszt e Islamey de Balakirev. Seu doutor disse que nunca iria se recuperar e nesse período de frustração ele produziu sua primeira peça de grande escala, Sonata no. 1 em Fá menor. Em 1894, completa a graduação do conservatório com Medalha de Ouro em piano, mas não completou sua formação em composição por causa dos grandes desentendimentos de estilo e personalidade com o professor de composição Arensky, e sua negação a compor peças que não lhe interessavam.

### Carreira como pianista e compositor
Também em 1894, Scriabin estreou em São Petersburgo e começou a compor para uma empresa editora de Belyayev. Três anos depois se casa e lança uma turnê pela Rússia e ao exterior com grande sucesso que culminou em um concerto em Paris em 1898. Nesse mesmo ano ele se torna professor do Conservatório de Moscou, durante o qual ele componha o ciclo de estudos Op. 8, as três primeiras sonatas de piano Op. 6, 19 e 23, vários prelúdios e o Concerto para Piano e Orquestra Op. 20. Durante esses seis anos em que vivia em Moscou ele também escreve as duas primeiras sinfonias Op. 26 e 29.
Quando se mudou para Suíça em 1904, começou a trabalhar na composição de sua terceira sinfonia: Le Divin Poème, e foi estreado no ano seguinte em Paris. Nos anos que seguiram, Scriabin viajou por vários países da Europa e pelos Estados Unidos enquanto trabalhava na composição de novas peças sinfônicas e um forma de peças para piano chamadas Poèmes. Em 1907 ele se estabeleceu em Paris participando de uma serie de recitais que promoviam a música russa, mas em logo em 1909 ele volta para Rússia, onde ele permanece até sua morte.
Nos últimos anos de sua vida ela começa a criar um projeto de imensa proporções chamado Mysterium que Scriabin nunca completou mas deixou vários esboços. O trabalho, que abarcava das diversas áreas da arte e todos os sentidos, seria realizada nas Himalaias e sua atualização causaria um apocalipse e a gênese de um novo mundo. Anos depois de sua morte Alexander Nemtin cria L'acte préalable uma versão de três horas a partir dos esboços, o qual demora 28 anos para completar.
Scriabin morre aos 43 anos de septicemia causada por um ferimento no lábio.

### Música
Veja também: Lista de composições de Alexander Scriabin

#### Estilo composicional  e influências primárias[2]
A maior parte das composições de Scriabin são escritas exclusivamente para o piano, mas existem também trabalhos orquestrais: 5 sinfonias (as últimas duas consideradas poemas sinfônicos: Le Poème de l'extase, e Prométhée); Rêverie e Concerto para Piano e Orquestra.

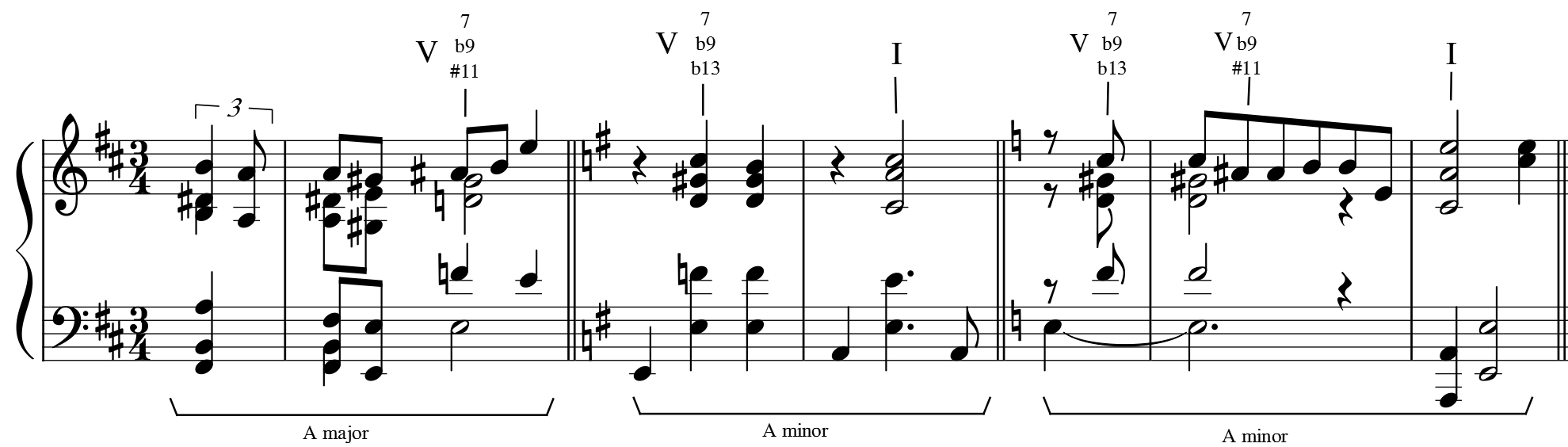

As primeiras composições de Scriabin têm muita semelhança com a Obra de F. Chopin, principalmente em a escolha das formas, muitas delas preferidas de Chopin como mazurka, noturno e étude. Porém, a música dele evoluiu relativamente rápido e podemos acompanhar essa evolução através das 10 sonatas para piano: as primeiras sonatas até a no. 5 se mantém no estilo composicional do período romântico tanto em linguagem harmônica e em forma.
As obras geralmente são divididas em três períodos. O primeiro período abarca desde as primeiras peças até a segunda sinfonia Op. 29 (1872 – 1903). As obras deste período mantém a tradição romântica empregando assim a linguagem harmônica do período. Porém, a singularidade de Scriabin já é presente mesmo nesse período como podemos observar em seu tratamento da função de dominante com múltiplas extensões. Favorecia muito a dominante décima primeira escrita em quartas (essa estrutura será a base do acorde místico em que a obra Prometeu baseia toda a estrutura harmônica):
Esse tratamento do acorde da função de dominante já era comum na era romântica, como em Chopin Preludes Op. 28 No. 4, mas Scriabin evoluiu esse tratamento incluindo mais dissonâncias na mesma estrutura harmônica: juntando 9 menores e maiores, 5 e 11 aumentadas, etc.; porém a resolução dessas estruturas segue as mesmas regras da harmonia tradicional.
O segundo período (1903 – 1907) inicia com a Sonata No. 4 Op. 30 e se estende até o Op. 54 Le Poème de l'extase. As peças deste período ainda se consideram tradicional mas a música se torna cada vez mais cromática e dissonante. As funções das estruturas harmônicas se tornam não claras por causa das somadas extensões e as alterações que Scriabin usava para tornar a sonoridade mais "brilhante". O foco vira a sonoridade (cor) e textura do acorde e assim as dissonâncias não são mais resolvidas e se transformam em parte íntegra da estrutura.

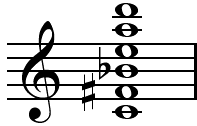

No último período (1907 – 1915) a questão de tonalidade é quase extinta. Nas sonatas No. 5 e No. 6 existe uma relevância da sonoridade tônica na estrutura, porém a principal fonte de tensão não é a dissonância e sua resolução mas sim a movimentação do conteúdo da música, que pode acontecer através da textura e da dinâmica, além das próprias sonoridades das estruturas harmônicas que podem ser mais duras e mais suaves. Scriabin descreve como o acorde místico usado no começo de  Prométhée é uma sonoridade de consonância apesar das dissonâncias na formação do acorde: "Não é um acorde dominante, mas um acorde básico, uma consonância. Ele é verdadeiro – soa suave, como uma consonância."

### Conceitos extra-musicais

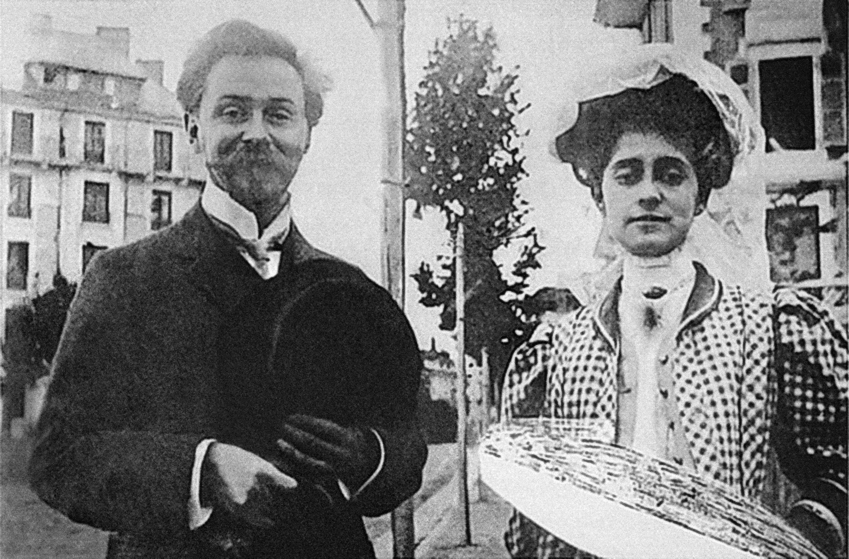

Scriabin através dos anos desenvolveu uma crença que nasce de influências da teosofia como entidade religiosa e filosófica. Isso tem uma relevância profunda porque muito do desenvolvimento e evolução do estilo composicional, que inclui as formas, as escolhas harmônicas e a própria temática e  material fonte das peças das quais ele dá nome como as últimas sonatas e "sinfonias", são apenas sombras do desenvolvimento filosófico que ele tinha em relação a sua realidade e sua relação ao mundo. Uma visão única e diferente da visão mais comum que vem do pensamento da teosofia pois Scriabin entendia o papel do artista criador um designação divina. Com essa perspectiva fica claro a proposta de Scriabin em um projeto épico como Mysterium.

Existe também um fator muito forte que explica a composição musical que é diferente de outros compositores modernos contemporâneos de Scriabin, que alcançaram a nova sonoridade e forma de composição através de experimentação e implementação de regras puramente teóricas-musicais. O senso de sinestesia de Scriabin era incrivelmente forte, e foi base de muitas obras em especial Prométhée que inclui uma parte para um instrumento que devia emitir luzes de cores diferentes chamado tastiéra per luce que está presente em todos os compassos do início ao fim do poema sinfônico. Por muito tempo após a morte de Scriabin, esse instrumento era um mistério pois o compositor não especifica quais cores estavam associadas a quais notas (a partitura original só mostra duas vozes numa clave de sol para o que o instrumento devia "tocar").
Scriabin nos dias de hoje é primariamente conhecido pelo seu repertório para piano solo e muito de seu trabalho e desenvolvimento em relação ao tratamento tonal e ignorado e menosprezado por causo de sua personalidade esotérica e misticismo. Porém permanece o fato de que foi um compositor de grande influência tanto no mundo do repertório de piano e orquestra, mas também para o história da música como um homem além do seu tempo.

## Media
Em janeiro de 1910 Scriabin tocou em Moscou nove das suas obras, a Welte-Mignon, entre elas: Prelúdio, Op. 11, No. 1, Prelúdio, Op. 11, No. 2 e Mazurka, Op. 40, No. 2.